# Saldán
Saldán är en ort i Argentina.   Den ligger i provinsen Córdoba, i den centrala delen av landet, 700 km nordväst om huvudstaden Buenos Aires. Saldán ligger 495 meter över havet och antalet invånare är 2 099.
Terrängen runt Saldán är platt österut, men västerut är den kuperad. Runt Saldán är det mycket tätbefolkat, med 2 345 invånare per kvadratkilometer.. Närmaste större samhälle är Córdoba, 17,2 km sydost om Saldán.
Runt Saldán är det i huvudsak tätbebyggt.